# Laurence Romani
Laurence Romani, född 1972, är professor på Handelshögskolan i Stockholm. Hon är centerchef för Center for Responsible Leadership vid samma högskola. Ett av hennes forskningsområden är integration i relation till organisationer. Forskningsprojektet Hur görs migranter anställningsbara? En analys av hur organisationer konstruerar anställningsbarhet i rekryteringsarbete finansieras av FORTE.